# Incesticide
Incesticide es un álbum recopilatorio de rarezas, lados b y otras grabaciones de estudio lanzado por Nirvana el 14 de diciembre de 1992 en Europa y al día siguiente en Estados Unidos, por medio de Geffen Records en colaboración con Sub Pop. El álbum vendió más de 1 400 000 copias en Estados Unidos (siendo certificado como disco de platino) y alcanzó el puesto 39 en Billboard 200. También fue certificado como doble disco de platino en Canadá, disco de platino en Reino Unido y disco de oro en Francia.

## Lista de canciones
Todas las canciones compuestas por Kurt Cobain, excepto donde se indica.
1. «Dive» - 3:54
2. «Sliver» - 2:16
3. «Stain» - 2:40
4. «Been a Son» - 1:55
5. «Turnaround» (Devo) - 2:19
6. «Molly's Lips» (The Vaselines) - 1:54
7. «Son of a Gun» (The Vaselines) - 2:48
8. «(New Wave) Polly» - 1:47
9. «Beeswax» - 2:50
10. «Downer» - 1:43
11. «Mexican Seafood» - 1:55
12. «Hairspray Queen» - 4:13
13. «Aero Zeppelin» - 4:41
14. «Big Long Now» - 5:03
15. «Aneurysm» - 4:35

## Sencillos
| Año  | Sencillo | Lista                                 | Posición |
| ---- | -------- | ------------------------------------- | -------- |
| 1992 | «Sliver» | Lista oficial de sencillos en Irlanda | N.º 23   |
| 1993 | «Sliver» | Canciones de Rock Moderno             | N.º 19   |

- «Sliver» fue lanzado originalmente como un sencillo en 1990 por medio de Tupelo. Fue promovido para radio en 1992 y en video en MTV en 1993 para promover el álbum. Sin embargo, los sencillos de Sliver no fueron relanzados comercialmente. La canción logró entrar en las listas en Irlanda poco después del éxito de Nevermind.

## Certificaciones
Estados Unidos:  1 400 000
 Canadá: 2x 200 000
 Reino Unido:  300 000
 Francia:  100 000

## Listas de álbumes
| Año  | Álbum       | Lista                                      | Posición |
| ---- | ----------- | ------------------------------------------ | -------- |
| 1992 | Incesticide | Lista oficial de álbumes en Austria        | N.º 10   |
| 1993 | Incesticide | Lista oficial de álbumes en el Reino Unido | N.º 14   |
| 1992 | Incesticide | Lista oficial de álbumes en Países Bajos   | N.º 17   |
| 1992 | Incesticide | Lista oficial de álbumes en Finlandia      | N.º 18   |
| 1992 | Incesticide | Lista oficial de álbumes en Suiza          | N.º 18   |
| 1992 | Incesticide | Lista oficial de álbumes en Australia      | N.º 22   |
| 1992 | Incesticide | Lista oficial de álbumes en Nueva Zelanda  | N.º 23   |
| 1992 | Incesticide | Lista oficial de álbumes en Suecia         | N.º 27   |
| 1992 | Incesticide | Billboard 200                              | N.º 39   |
| 1992 | Incesticide | Lista oficial de álbumes en Alemania       | N.º 40   |
| 1992 | Incesticide | Lista oficial de álbumes en Japón          | N.º 50   |

## Personal

### En todas las sesiones
- Kurt Cobain - Guitarra, Voz, Ilustración de la portada (en esta aparece en los créditos, bajo el nombre de Kurdt Kobain)---->
- Krist Novoselic - Bajo (aparece en los créditos bajo el nombre de Chris Novoselic)

Primera grabación de estudio de Nirvana.

Canciones: «Beeswax», «Downer», «Mexican Seafood», «Hairspray Queen» y «Aero Zeppelin»
- Dale Crover - Batería
- Jack Endino - productor, ingeniero

Las sesiones de grabación de Bleach.

Canción: «Big Long Now»
- Chad Channing - Batería
- Jack Endino - Productor, ingeniero

Las sesiones de grabación de «Blew».

Canción: «Stain»
- Chad Channing - Batería
- Steve Fisk - Productor

Sesiones de grabación para un segundo álbum tentativo en Sub Pop.

Canción: «Dive»
- Chad Channing - Batería
- Butch Vig - Productor

Sesiones de grabación para el sencillo de «Sliver».

Canción: «Sliver»
- Dan Peters - Batería
- Jack Endino - Productor, ingeniero

Primera sesión de grabación para John Peel.

Canciones: «Turnaround», «Molly's Lips» y «Son of a Gun»
- Dave Grohl - Batería
- Dale Griffin - Productor
- Mike Engles - Ingeniero
- Fred Kay - Ingeniero

Sesión de grabación para Mark Goodier.

Canciones: «Been a Son», «(New Wave) Polly» y «Aneurysm»
- Dave Grohl - Batería
- Miti Adhikari - Productor
- John Taylor - Ingeniero